# بریدپورت، تاسمانیا
بریدپورت (به انگلیسی: Bridport) یک شهرک در استرالیا است که در تاسمانی واقع شده‌است.